# 시모네 비앙키
시모네 비앙키(이탈리아어: Simone Bianchi, 1972년 7월 10일 ~ )는 이탈리아 출신의 만화가, 일러스트레이터이다. 열다섯 때부터 그림을 시작해 2005년 이탈리아의 만화상 '옐로키드상'을 수상했다. 미국 DC 코믹스에서 그랜트 모리슨이 쓴 만화 《세븐 솔저스: 빛나는 기사》로 미국 코믹스 업계에 뛰어들었다. 2006년 마블 코믹스와 계약을 맺고 《울버린》, 《어스토니싱 엑스맨》 시리즈 작화를 담당했다.

## 저작

### 마블 코믹스
| 제목                         | 원제                         | 이슈                                  | 작가                 | 연도    |
| ---------------------------- | ---------------------------- | ------------------------------------- | -------------------- | ------- |
| 울버린 (3부)                 | Wolverine Vol.3              | #50-55 "진화"                         | 제프 로브            | 2007    |
| 어스토니싱 엑스맨 (3부)      | Astonishing X-Men Vol.3      | #25-30 "유령 상자"                    | 워런 엘리스          | 2008-09 |
| 토르: 아스가르드를 위하여    | Thor: For Asgard             | #1-6                                  | 로버트 로디          | 2010-11 |
| 피어 잇셀프: 언캐니 엑스포스 | Fear Itself: Uncanny X-Force | #1-3 "우리의 죽음을 악마가 알기 전에" | 롭 윌리엄스          | 2011    |
| 울버린 (4부)                 | Wolverine Vol.4              | #310-313 "세이버투스 재탄"            | 제프 로브            | 2010-12 |
| 타노스 라이징                | Thanos Rising                | #1-5                                  | 제이슨 에런          | 2013    |
| 뉴 어벤저스 (3부)            | New Avengers Vol.3           | #13-15                                | 조너선 힉맨          | 2014    |
| 원죄                         | Original Sin                 | #5.1-5.5                              | 제이슨 에런, 앨 유잉 | 2014    |